# Василева, Элица
Элица Василева-Атанасиевич (болг. Елица Василева; р. 13 мая 1990, Дупница, Болгария) — болгарская волейболистка, нападающая-доигровщица.

## Биография
Элица Василева родилась в болгарском городе Дупница в спортивной семье. Её отец входил в сборную Болгарии по лёгкой атлетике (бег 400 и 800 м), мать — баскетболистка. Также профессиональной баскетболисткой являлась и старшая сестра Элицы — Ралица (р. 1981), выступавшая в софийском «Левски», а также в других командах Болгарии и Франции.
Уже в 15-летнем возрасте Элица Василева дебютировала в чемпионате Болгарии, выступая за софийский ЦСКА, с которым в 2007 выиграла «золото» национального первенства. В 2007 волейболистка отправилась в Италию, где с 2007 по 2009 годы играла за «Кремону» в серии А2 чемпионата Италии, а с 2009 по 2012 выступала за сильнейшие итальянские клубы — «Деспар-Сирио» из Перуджи (2009—2010) и «Фоппапедретти» из Бергамо (2010—2012), в составе которого в 2010 году стала бронзовым призёром клубного чемпионата мира, а в 2011 — чемпионкой и обладательницей Суперкубка Италии. В 2012—2015 Василева по одному сезону выступала за бразильский «Кампинас» (бронзовый призёр чемпионата Бразилии), южнокорейский «Хынкук Пинк Спайдерс» и турецкий «Вакыфбанк». 19 декабря 2013 года в матче чемпионата Южной Кореи между командами «Хынкук Пинк Спайдерс» (Инчхон) и «Корея Экспрессуэй» (Соннам) болгарская волейболистка установила мировой рекорд результативности, набрав за игру 57 очков (матч завершился со счётом 3:2 в пользу «Хынкука»). В составе турецкого «Вакыфбанка» Василева в 2014 выиграла Суперкубок Турции, а в 2015 — серебряные награды чемпионата и Кубка страны.
В 2015 Элица Василева заключила контракт с российской командой «Динамо-Казань». В декабре 2015 в её составе стала серебряным призёром Кубка России, спустя год — победителем розыгрыша Кубка, а в 2017 — обладателем Кубка ЕКВ и серебряным призёром чемпионата России. В 2018 перешла в итальянскую команду «Савино дель Бене» (Скандиччи), а в 2019 в другую команду из Италии — «Игор Горгондзола». В 2021—2022 — игрок московского «Динамо», а с 2024 (после двухлетнего перерыва в игровой карьере) выступает за турецкий «Фенербахче».
В 2007 Василева дебютировала сразу в трёх сборных Болгарии — национальной (в сентябре на чемпионате Европы и квалификации Гран-при), молодёжной (в мае в отборочном турнире чемпионата мира) и юниорской (в январе в отборочном турнире чемпионата Европы). С того года волейболистка неизменно входит в состав национальной команды Болгарии, приняв участие в шести чемпионатах Европы, чемпионате мира 2014, четырёх розыгрышах Гран-при, пяти розыгрышах Евролиги и в первых Европейских играх. В 2007—2009 Василева параллельно выступала и за молодёжную сборную страны.   

### Клубная карьера
- 2005—2007 —  ЦСКА (София);
- 2007—2009 —  «Кремона»;

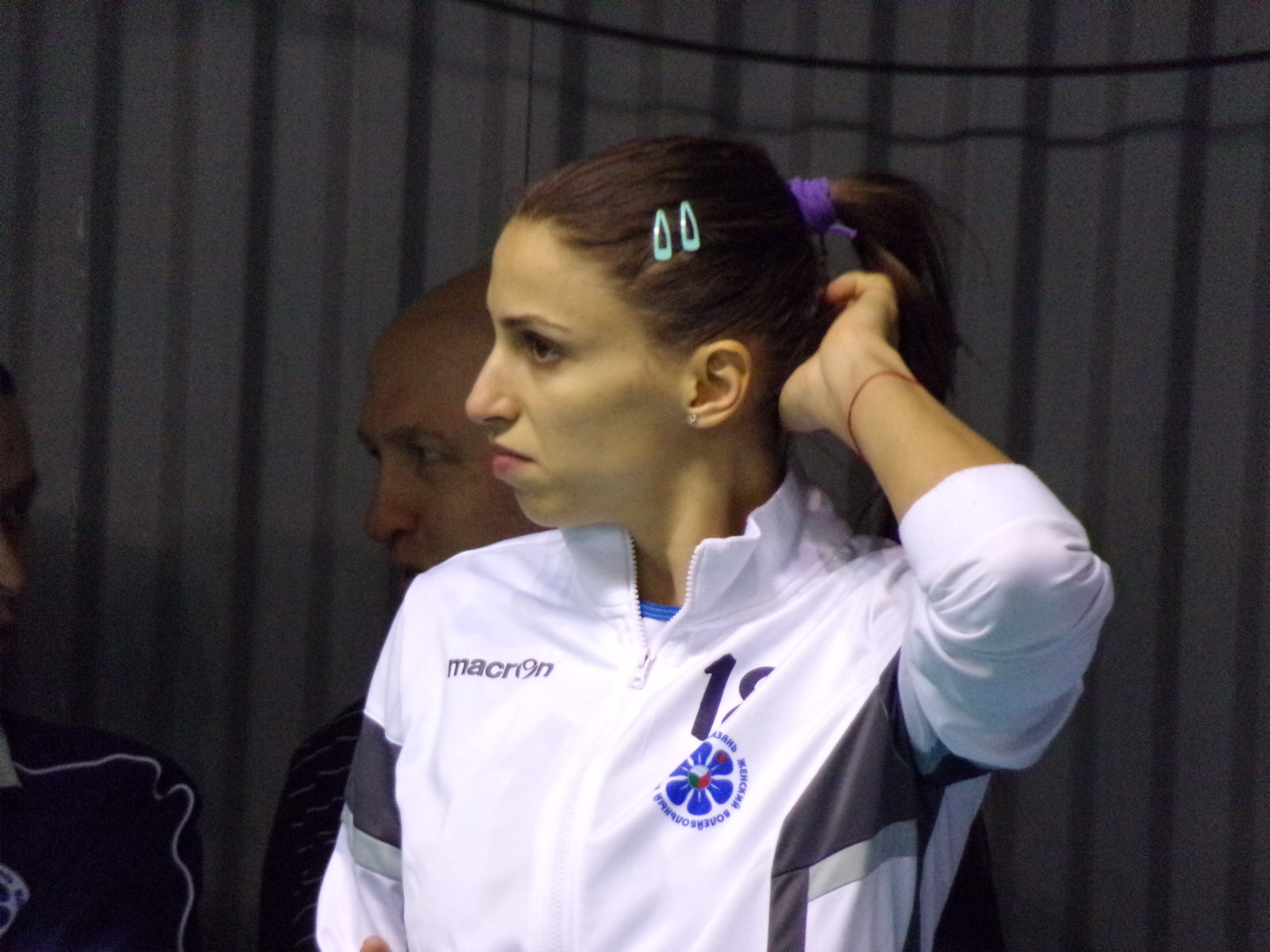
В составе «Динамо-Казань», 2018

- 2009—2010 —  «Деспар-Сирио» (Перуджа);
- 2010—2012 —  «Фоппапедретти» (Бергамо);
- 2012—2013 —  «Кампинас»;
- 2013—2014 —  «Хынкук Пинк Спайдерс» (Инчхон);
- 2014—2015 —  «Вакыфбанк» (Стамбул);
- 2015—2018 —  «Динамо-Казань» (Казань);
- 2018—2019 —  «Савино Дель Бене» (Скандиччи);
- 2019—2020 —  «Игор Горгондзола» (Новара);
- 2020—2021 —  «Эпиу» (Казальмаджоре);
- 2021—2022 —  «Динамо» (Москва);
- 2024—2025 —  «Фенербахче» (Стамбул);
- с 2025 —  «Паниониос» (Неа-Змирни).

## Достижения

### С клубами
- чемпионка Болгарии 2007.
- чемпионка Италии 2011;
  - бронзовый призёр чемпионата Италии 2019.
- серебряный призёр Кубка Италии 2011.
- победитель розыгрыша Суперкубка Италии 2011.
- бронзовый призёр чемпионата Бразилии 2013.
- двукратный серебряный призёр чемпионатов Турции — 2015, 2025.
- победитель розыгрыша Кубка Турции 2025; 
  - серебряный призёр Кубка Турции 2015.
- победитель розыгрыша Суперкубка Турции 2014.
- двукратный серебряный призёр чемпионатов России — 2017, 2018;
  - бронзовый призёр чемпионата России 2022.
- двукратный победитель розыгрышей Кубка России — 2016, 2017;
  - серебряный (2015) и бронзовый (2021) призёр розыгрышей Кубка России.

- победитель розыгрыша Кубка ЕКВ 2017

### Со сборной Болгарии
- участница чемпионата мира 2014.
- участница чемпионатов Европы 2007, 2009, 2011, 2013, 2015, 2017, 2019.
- участница Гран-при 2013, 2014, 2016, 2017.
- победитель розыгрыша Евролиги 2021;
  - двукратный серебряный (2010, 2012) и двукратный бронзовый (2011, 2013) призёр Евролиги.
- участница Европейских игр 2015.

### Индивидуальные
- Лучшая нападающая и самая результативная розыгрыша Евролиги 2012.

## Семья
27 мая 2022 года в Белграде заключила брак с сербским волейболистом Александаром Атанасиевичем.